# Chioselia Rusă, Găgăuzia
Chioselia Rusă (Chioselia Mică; în găgăuză Köseli Rus, în rusă Русская Киселия) este un sat în Republica Moldova.

## Demografie

### Structura etnică
Structura etnică a localității conform recensământului populației din 2004:
| Grup etnic                                               | Populație | % Procentaj  |
| -------------------------------------------------------- | --------- | ------------ |
| Băștinași declarați Moldoveni Băștinași declarați Români | 266 4     | 36,19% 0,54% |
| Ucraineni                                                | 202       | 27,48%       |
| Găgăuzi                                                  | 185       | 25,17%       |
| Bulgari                                                  | 51        | 6,94%        |
| Ruși                                                     | 23        | 3,13%        |
| Țigani                                                   | 2         | 0,27%        |
| Alții                                                    | 2         | 0,27%        |
| Total                                                    | 735       |              |

## Administrație și politică
Componența Consiliului sătesc Chioselia Rusă (9 consilieri), ales la 19 mai 2024, este următoarea:
|  | Partid               | Consilieri | Componență | Componență | Componență | Componență | Componență | Componență | Componență | Componență | Componență |
|  | -------------------- | ---------- | ---------- | ---------- | ---------- | ---------- | ---------- | ---------- | ---------- | ---------- | ---------- |
|  | Partidul „Renaștere” | 9          |            |            |            |            |            |            |            |            |            |